# Leioproctus baeckeae
Leioproctus baeckeae är en biart som först beskrevs av Rayment 1948.  Leioproctus baeckeae ingår i släktet Leioproctus och familjen korttungebin. Inga underarter finns listade i Catalogue of Life.